# Codex germanicus monacensis 558
Der Codex germanicus monacensis 558, kurz  Cgm 558, ist eine deutschsprachige Sammelhandschrift der Münchner Staatsbibliothek, die aus zwei im 16. Jahrhundert (um 1530) zusammengebundenen Teilen besteht. Sie ist vor allem aufgrund des auch als Schweizer Fechtzettel bezeichneten Texts zur Fechtkunst (Fechtbuch) im zweiten Teil bedeutsam.
Die Handschrift stammt aus der Nordostschweiz (Raum St. Gallen) und kam über das Jesuitenkolleg Augsburg nach München. Auf St. Gallen deutet die Anrufung des hl. Gallus durch den Schreiber Otmar Gossow (Blatt 100ra), der 1462 den ersten Teil, ein Rechtsbuch, schrieb.
Der zweite Teil mit Fachprosatexten wurde von zwei Händen des 15. Jahrhunderts angelegt (A und B). Hand B gehört einem Hugo Wittenwiller (die beigegebene Jahreszahl ist wohl als 1493 zu deuten).

## Inhalt der Handschrift
- Erster Teil, geschrieben von Otmar Gossow 1462
  - 1r–94v: Schwabenspiegel
  - 94v–100r Landfrieden König Rudolfs, 1287
- Zweiter Teil
  - Hand A, 101–124
    - 101r–109v Chronik von Zürich von Eberhard Müllner (1350–1386), Gamper A. 1.2
    - 109v–113r Chronistische Notizen zur Schweizergeschichte, 1385–1446
    - 113r–124r Kleine Toggenburger Chronik

  - Hand B (Hugo Wittenwiler), 125–150
    - 125r–136v Fechtbuch
    - 136r–141r Lehre von den Zeichen des Hirsches
    - 141r–150r Beizbüchlein (unvollständig)

  - Hand A, 151–160
    - 151r–153r Planetenverse
    - 153r-160r Monatsregimen (mit verworfenen Tagen)

## Schweizer Fechtzettel
Das Fechtbuch behandelt auf 12 Blättern das lange Schwert, Stangenwaffen (Halmbarte, Spiess), berittenes Fechten, den Schweizerdegen, den Dolch, den unbewaffneten Kampf gegen einen bewaffneten Gegner, sowie das Ringen.
Ausführlicher dazu die englische Wikipedia. 
Die im Internet besonders aktiven Interessenten an historischen Fechtlehren nehmen auf ihren Internetseiten wiederholt auf die Handschrift Bezug.